# Distretto di Zalaszentgrót
Il distretto di Zalaszentgrót (in ungherese Zalaszentgróti járás) è un distretto dell'Ungheria, situato nella provincia di Zala.